# Order Orła Czerwonego
Order Orła Czerwonego (niem. Roter Adler-Orden) – cywilne i wojskowe odznaczenie niemieckie, ustanowione przez margrabiego Jerzego Wilhelma von Bayreuth w 1705, a w 1792 przejęte przez Królestwo Prus, początkowo jako drugi w kolejności starszeństwa spośród pruskich orderów.

## Historia
Order został ustanowiony 17 listopada 1705 przez Jerzego Wilhelma Hohenzollerna (1678–1726), księcia następcę tronu, późniejszego margrabiego Bayreuth. Początkowo nosił nazwę Ordre de la Sincerité (pol. Order Szczerości). W 1712 r. uzyskał status orderu domowego tej gałęzi pruskich Hohenzollernów.
Ostatni margrabia Bayreuth i Ansbach, Karol Aleksander (zm. 1806) nadał mu nowy statut i nazwę: Wysoki Książęcy Brandenburski Order Orła Czerwonego. Gdy swe księstwo przekazał 2 grudnia 1792 królowi Prus, order również przeszedł w ręce pruskie. Król Fryderyk Wilhelm II nadał mu status drugiego najwyższego orderu rycerskiego w Królestwie Prus, po Orderze Orła Czarnego.

## Klasy
Order do 1810 posiadał tylko jedną klasę, noszoną na szyi. W 1810 roku został podzielony na trzy klasy, zaś w roku 1830 2. klasa została rozdzielona na dwa stopnie, z gwiazdą lub bez; dodano również czwartą klasę orderu. W 1861 roku z okazji koronacji Wilhelma I na króla Prus ustanowiono klasę Wielkiego Krzyża oraz łańcuch, jako jego wyższy stopień.
Podział na klasy z 1874:
- Krzyż Wielki (Großkreuz),
- I Klasa (I. Klasse),
- II Klasa (II. Klasse),
- III Klasa (III. Klasse),
- IV Klasa (IV. Klasse),

które mogły być nadawane w różnych kombinacjach, np. z:
- Liśćmi Dębu (mit Eichenlaub) – pomiędzy odznaką a wstęgą lub wstążką, nie dodawane do kl. III i IV,
- Mieczami (mit Schwertern) – podłożone pod odznaką, wszystkie klasy,
- Mieczami na Pierścieniu (mit Schwertern am Ringe) – pomiędzy odznaką a wstęgą lub wstążką, oprócz kl. IV,
- Gwiazdą (mit dem Stern) – tylko przy kl. II,
- Kokardą (mit der Schleife) – rozetka tylko przy kl. III[3].

W momencie zniesienia orderu w 1919 nadawano go w 47 odmianach (w tym 7 odmian Krzyża Wielkiego) z dodatkowym srebrnym Medalem Orła Czerwonego (Rote-Adler-Medaille).

## Insygnia
Oznaką większości klas orderu był krzyż kawalerski, emaliowany (z wyjątkiem 4. kl.) obustronnie na biało. W środkowym medalionie awersu znajdował się czerwony orzeł Brandenburgii z wieńcem laurowym w szponach, w rewersie monogram „FW” uwieńczony pruską koroną królewską. Wielki Krzyż orderu miał kształt krzyża maltańskiego i posiadał czerwone orły między ramionami oraz monogram „WR” (Wilhelmus Rex) w medalionie awersu, otoczony dewizą orderu „Sincere et constanter”, a w medalionie rewersu datę Den 18.Octb. 1861. Gwiazda Wielkiego Krzyża była złota, gwiazdy 1. i 2. klasy - srebrne (1. kl.: ośmiopromienna, 2. kl.: romb), i nosiły w środku koronowanego orła czerwonego z wieńcem laurowym w szponach.
Order Orła Czerwonego był orderem niemieckim, który posiadał najwięcej odmian: z koroną, z mieczami między ramionami krzyża lub przy zawieszeniu, z liśćmi dębowymi, z brylantami, z datami lat wysługi (50 lat lub 60 lat) itd.
W sumie znanych jest 118 wariantów wyglądu orderu.
Od 1861 dzielił drugie miejsce w hierarchii z nowym Orderem Korony.
Noszony był na białej wstędze z pomarańczowymi bocznymi paskami. Z orderem związane były dwa srebrne medale wojskowe z 1842 i 1871, noszone na jego wstążce. Odmiana wojenna orderu zawieszana była na tzw. wstążce wojennej (Kriegsband): czarnej z dwoma białymi paskami (takiej samej, jak m.in. Krzyż Żelazny).
Nie nadawany od 1918 jako odznaczenie państwowe, przetrwał jako order domowy cesarskiego rodu Hohenzollernów, którego wielkim mistrzem jest obecny pretendent do niemieckiego tronu Jerzy Fryderyk.

## Odznaczeni
Polacy odznaczeni orderem (wybór)
- Józef Poniatowski – I kl.
- Antoni Henryk Radziwiłł
- Józef Rautenstrauch – I kl.
- Józef Kalasanty Szaniawski – II kl.
- Kazimierz Porębski – IV. kl.
- Antoni Wilhelm Radziwiłł – Krzyż Wielki